# موسی دیارا
موسی دیارا (انگلیسی: Moussa Diarra؛ زادهٔ ۱۰ نوامبر ۲۰۰۰) بازیکن فوتبال است.
از باشگاه‌هایی که در آن بازی کرده‌است می‌توان به باشگاه فوتبال تولوز اشاره کرد.